# Ataques israelíes contra Deir al-Balah de agosto de 2024
Los ataques israelíes contra Deir al-Balah fueron una serie de ataques aéreos y navales llevados a cabo el 17 de agosto de 2024 por la Fuerzas de Defensa de Israel (FDI) contra la localidad de Az-Zawayda, en la gobernación de Deir al-Balah, y el campo de refugiados de Nuseirat, donde murieron al menos 34 personas, incluida una familia de dieciocho miembros. Los ataques militares y las muertes de civiles se llevaron a cabo poco después de la conclusión de las negociaciones de alto el fuego en Catar entre Hamás e Israel, con la mediación de Estados Unidos.

## Antecedentes
En medio de los ataques, se desarrollaban negociaciones de alto el fuego en Doha, la capital catarí, entre Israel y Hamás, con la mediación de Estados Unidos. El presidente estadounidense, Joe Biden, declaró la víspera de los ataques que se mostraba «optimista» sobre los avances logrados para superar las diferencias en las demandas y negociar un acuerdo de alto el fuego.
Por el contrario, funcionarios israelíes afirmaron que intentaban reducir las expectativas de un acuerdo de alto el fuego debido a las importantes discrepancias entre las demandas de Israel y Hamás. El primer ministro israelí, Benjamín Netanyahu, declaró que había múltiples líneas rojas que se negaba a negociar o a transigir. De igual manera, un alto funcionario de Hamás calificó el optimismo de Biden respecto a que ambas partes se acercaran a un acuerdo de alto el fuego como una ilusión y que no estaban ante un acuerdo ni negociaciones reales, sino ante la imposición de dictados estadounidenses.

## Ataques israelíes
Un ataque aéreo de las FDI tuvo como objetivo una vivienda familiar y un almacén contiguo, que servía de refugio a personas desplazadas cerca de la entrada de la ciudad de az-Zawayda, en la gobernación de Deir al-Balah. un testigo del ataque, Ahmed Abu al-Ghoul, informó que tres cohetes impactaron directamente contra los edificios. El ataque aéreo mató a dieciocho miembros de la familia de Sami Jawad al-Ejlah, un vendedor de productos a minoristas que trabajaba con las tropas israelíes para distribuir alimentos en la Franja de Gaza para proporcionar ayuda durante la crisis humanitaria. Uno de sus familiares que sobrevivió al ataque declaró: «Estaban todos desmembrados. No había ni un solo cuerpo completo». Los cuerpos de las víctimas fueron trasladados al Hospital Shuhada al-Aqsa. Una lista elaborada por el hospital informó que, además de Sami, sus dos esposas, once de sus hijos, de entre dos y veintidós años, la abuela de los niños y tres familiares, murieron en el ataque aéreo.
Una familia en el campo de refugiados de Nuseirat fue atacada por barcos de la Armada israelí que dispararon contra un edificio residencial, matando al menos a siete de sus miembros. Además las FDI arrasaron una casa en la zona de al-Hakr matando o hiriendo a varios civiles.
Las FDI afirmaron que habían atacado «infraestructura terrorista» en Deir el-Balah tras el lanzamiento de cohetes desde la zona.